# JetGreen Airways
JetGreen Airways – nieistniejące irlandzkie linie lotnicze.

## Historia
Firma została założona w 2003 roku. Działalność rozpoczęła się 4 maja 2004, ale już 12 maja musiała ją zawiesić z powodu trudności finansowych. JetGreen Airways działała jako operator turystyczny, oferowała połączenia czarterowe z Dublina do Alicante i Málagi.